# 富良野駅
富良野駅（ふらのえき）は、北海道富良野市日の出町にある、北海道旅客鉄道（JR北海道）・日本貨物鉄道（JR貨物）の鉄道駅である。
事務管理コードは▲130410。JR北海道の駅番号はT30。

## 概要
所属線である根室本線のほか、当駅を終点とする富良野線が乗り入れる。根室本線は2024年（令和6年）に当駅 - 新得駅間が廃止となり新得駅以東と分断されたため、実質的な2路線の行き止まり式終着駅となっている。当駅は北海道旅客鉄道鉄道事業本部（本社直轄）管内であるが、富良野線は旭川支社の管轄にあたるため富良野線の場内信号機を管轄境界としている。
石勝線開通以前は道東方面へ向かう特急「おおぞら」、急行「狩勝」の停車駅であった。現在は観光シーズンに札幌駅と当駅を結ぶ臨時特急「フラノラベンダーエクスプレス」を運転している。

## 歴史
- 1900年（明治33年）

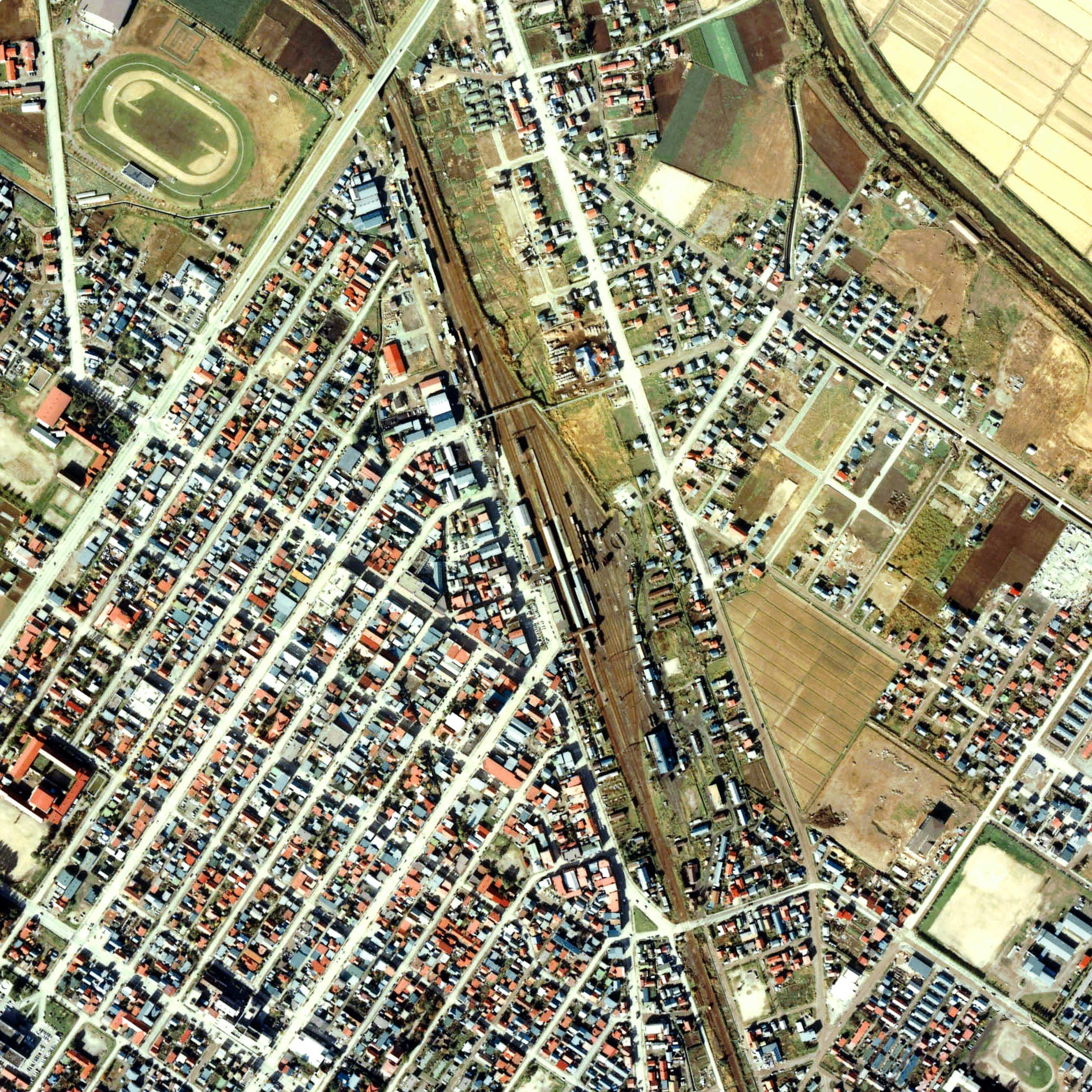
1977年（昭和52年）の富良野駅と周囲約1.2 km範囲。下が根室本線新得方面。上の右が富良野線旭川方面、左が根室本線滝川方面。。

  - 8月1日：北海道官設鉄道十勝線上富良野駅 - 当駅間開業に伴い、下富良野駅（しもふらのえき）として開業（一般駅）[1]。下富良野機関庫設置。
  - 12月2日：当駅 - 鹿越駅間延伸開業[5]。
- 1901年（明治34年）9月3日：下富良野機関庫が落合機関庫下富良野派出所となる。
- 1905年（明治38年）4月1日：鉄道作業局（後に日本国有鉄道）へ移管[1][6]。
- 1909年（明治42年）10月12日：線路名称の制定により、釧路線（後に釧路本線→根室本線）所属となる。
- 1913年（大正2年）
  - 10月21日：落合機関庫下富良野派出所が落合機関庫下富良野分庫となる。
  - 11月10日：釧路本線当駅 - 滝川駅間開業（旭川駅までの路線は富良野線と改称）。
- 1914年（大正3年）4月1日：落合機関庫下富良野分庫が下富良野機関庫となる。
- 1942年（昭和17年）4月1日：富良野駅と改称[1]。下富良野機関区も富良野機関区と改称。
- 1949年（昭和24年）6月1日：日本国有鉄道移管。
- 1954年（昭和29年）8月18日：帯広市から小樽市に向かう昭和天皇、香淳皇后のお召し列車が発着[7]。
- 1968年（昭和43年）：富良野市が富良野駅改築のため鉄道公債7,300万円を購入、改築の陳情を展開[8]。
- 1974年（昭和49年）12月17日：現駅舎に改築[8][9]。併せて道費により駅前広場整備[8]。
  - 改築は当初、国鉄の赤字・合理化問題から暗礁に乗り上げたが、1975年（昭和50年）の冬季国体競技の市内開催が決まったこともあり、改築が決まった[8]。
- 1981年（昭和56年）10月1日：石勝線開通に伴い次のように列車削減[10]。
  - 特急「おおぞら」3往復全列車が石勝線経由に変更。
  - 急行列車は4往復から「狩勝」2往復のみ存置。
  - 貨物列車8往復を2往復に減便。
- 1985年（昭和60年）3月14日：荷物取扱い廃止[6]。
- 1986年（昭和61年）11月1日：貨物取扱い廃止し、旅客駅となる[6]。富良野コンテナセンター設置し、自動車代行輸送開始[6]。
- 1987年（昭和62年）
  - 3月31日：貨物取扱い再開（一般駅に戻る）[6]。秋・冬季のみ貨物列車運行。
  - 4月1日：国鉄分割民営化によりJR北海道・JR貨物の駅となる[1][6]。JR貨物は富良野コンテナセンターを継承。
- 1990年（平成2年）9月1日：急行「狩勝」の快速列車格下げに伴い、当駅を発着する定期優等列車がなくなる。
- 2000年（平成12年）1月13日：東西自由通路「ポッポブリッジ」供用開始[11][12]。
- 2006年（平成18年）4月1日：富良野コンテナセンター廃止し、富良野駅に統合。
- 2007年（平成19年）12月20日：駅前広場供用開始[13]。
- 2016年（平成28年）10月31日：キヨスク閉店。
- 2022年（令和4年）度：話せる券売機を設置[JR北 1]。
- 2024年（令和6年）
  - 3月31日：根室本線当駅 - 新得駅間の最終運行日。午後2時10分過ぎより富良野駅で式典を開催[14]。
  - 4月1日：根室本線当駅 - 新得駅間が廃止[15][JR北 2]。

### 駅名の由来
当初「富良野」は富良野川流域一帯を指す広域地名となっていたため、当地はその下流にあるとして「下富良野」と名付けられたが、1919年（大正8年）に下富良野村が町制施行し、富良野町となったこともあって、1942年（昭和17年）に駅名も改称となった。

## 駅構造
2面4線の島式ホームを有する地上駅。このほか最も駅舎よりとその反対側にホームのない留置線が設けられている。駅舎とホーム間の移動には跨線橋を利用する。
社員配置駅で、みどりの窓口、話せる券売機、飲食店として立ち食いそば・うどん店を設置している。売店は2016年に閉店した。改札外に男女別の水洗式便所がある。ジェイアール北海道レンタリース（駅レンタカー）富良野営業所を併設している。

### のりば
のりば番号は当初1 - 4番線までであったが、後年留置線である最も駅舎よりの1番線と最も外方の6番線を欠番とした、2 - 5番線の付番となっている。
基本的に2・3番線が根室本線、4・5番線が富良野線で使用されている。ただし、信号設備の都合上、3番線から滝川方への発車および滝川方から2番線への進入は不可能となっており（4・5番線への進入・発車はそれぞれ可能）、根室本線列車は当駅到着後入換作業が必要となっている。
| 番線 | 路線      | 行先                         |
| ---- | --------- | ---------------------------- |
| 2    | ■根室本線 | 滝川方面                     |
| 3    | ■根室本線 | 降車専用（旧新得方面ホーム） |
| 4・5 | ■富良野線 | 旭川方面                     |

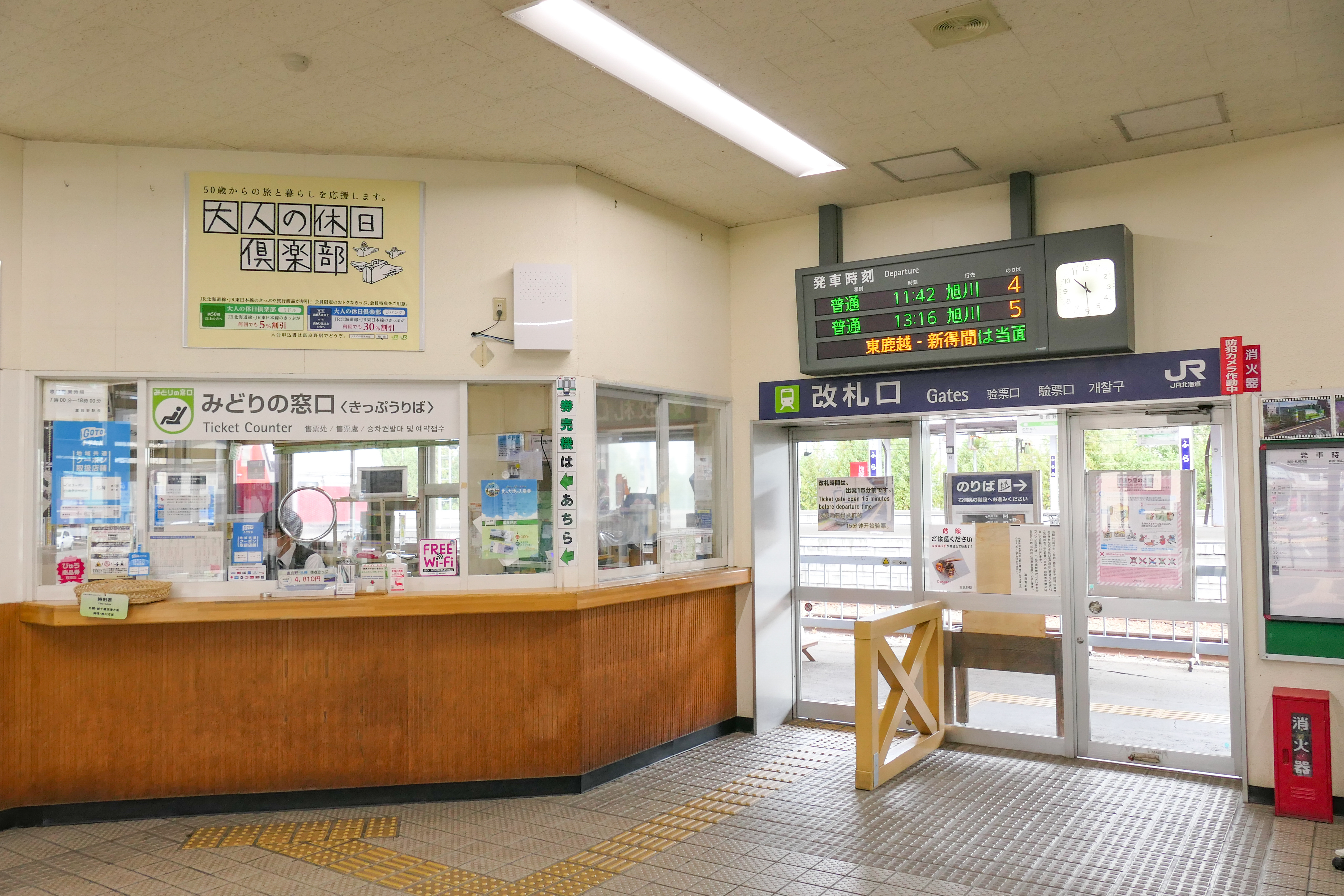
改札口（2021年9月）
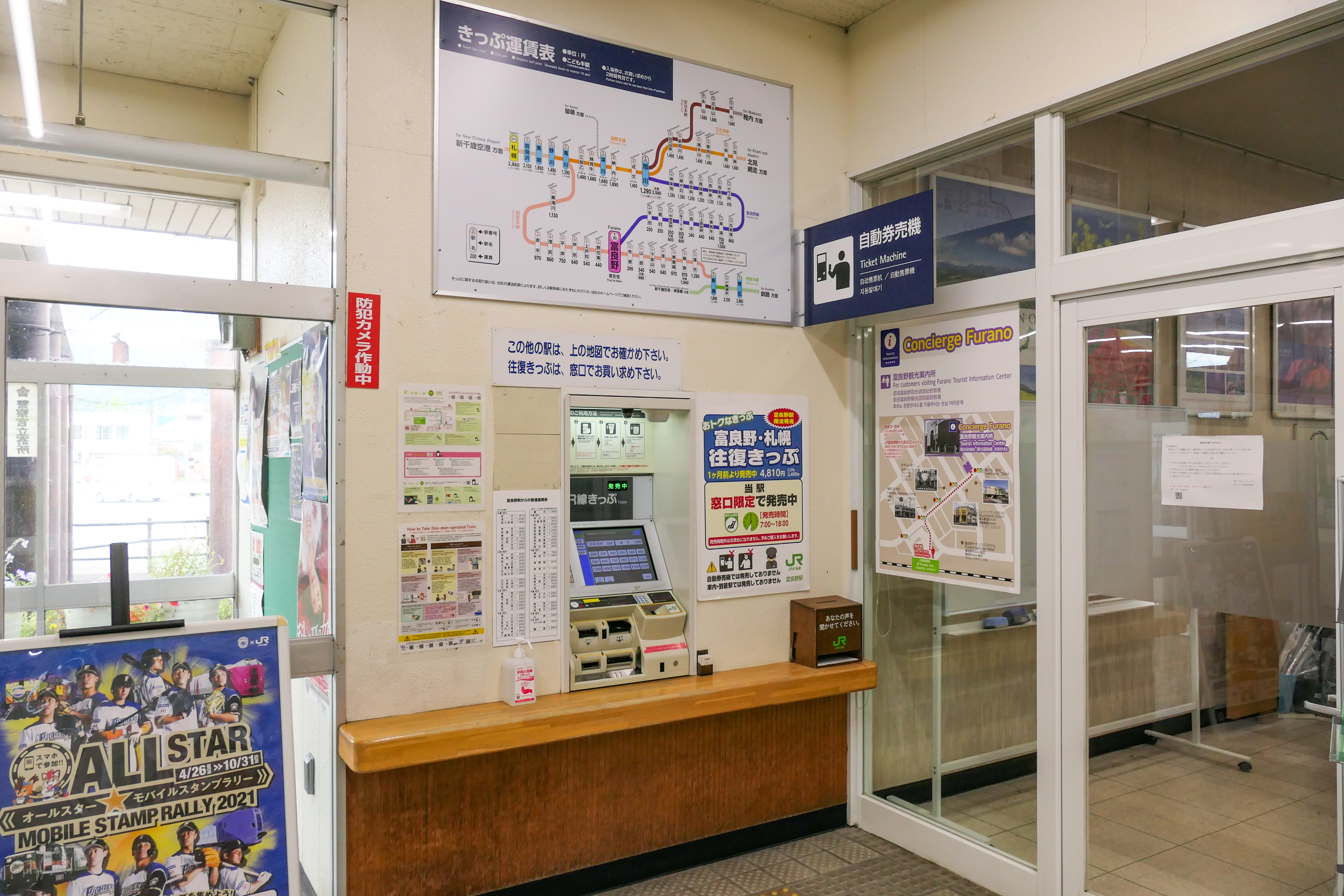
自動券売機（2021年9月）
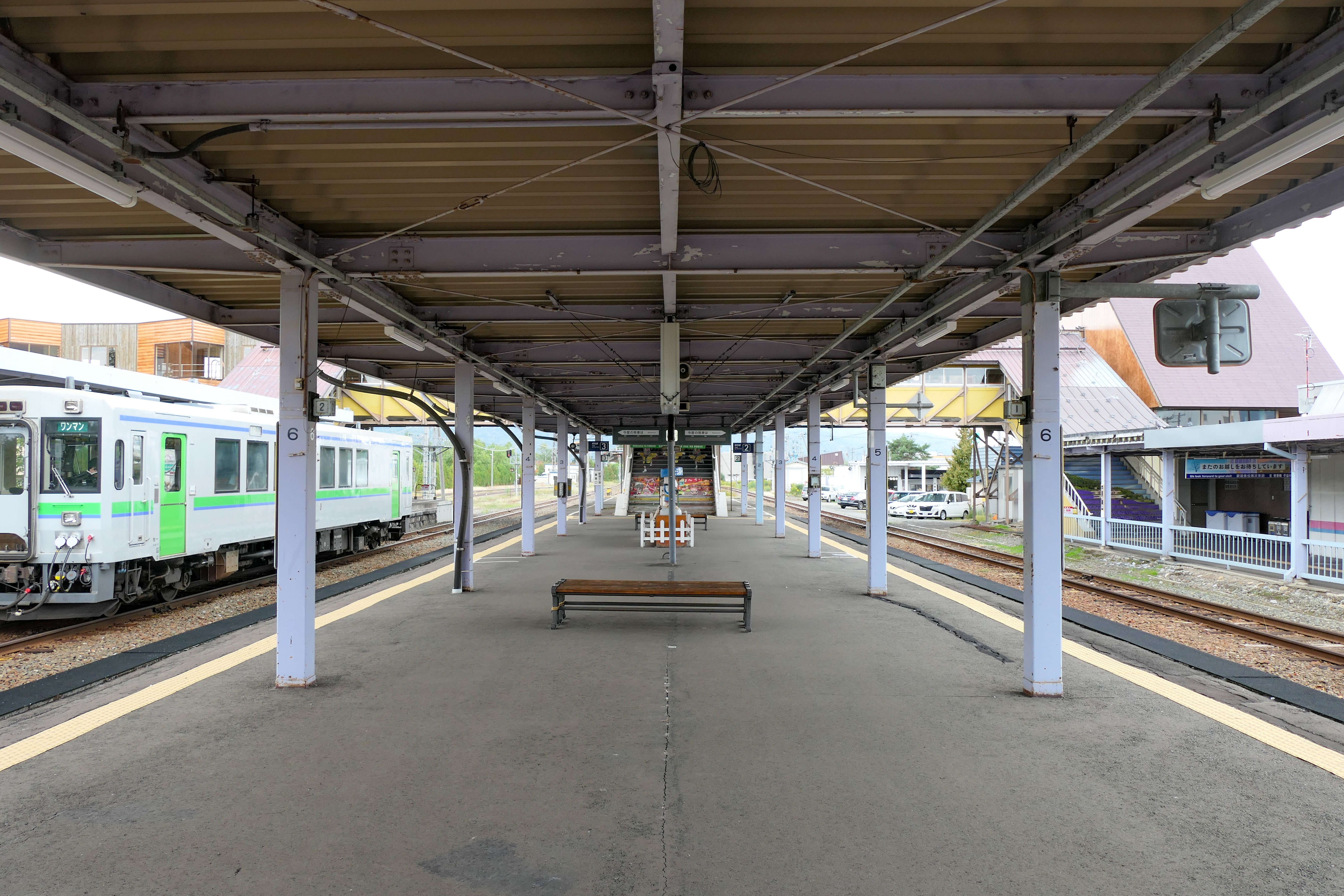
2・3番線ホーム （2021年9月）
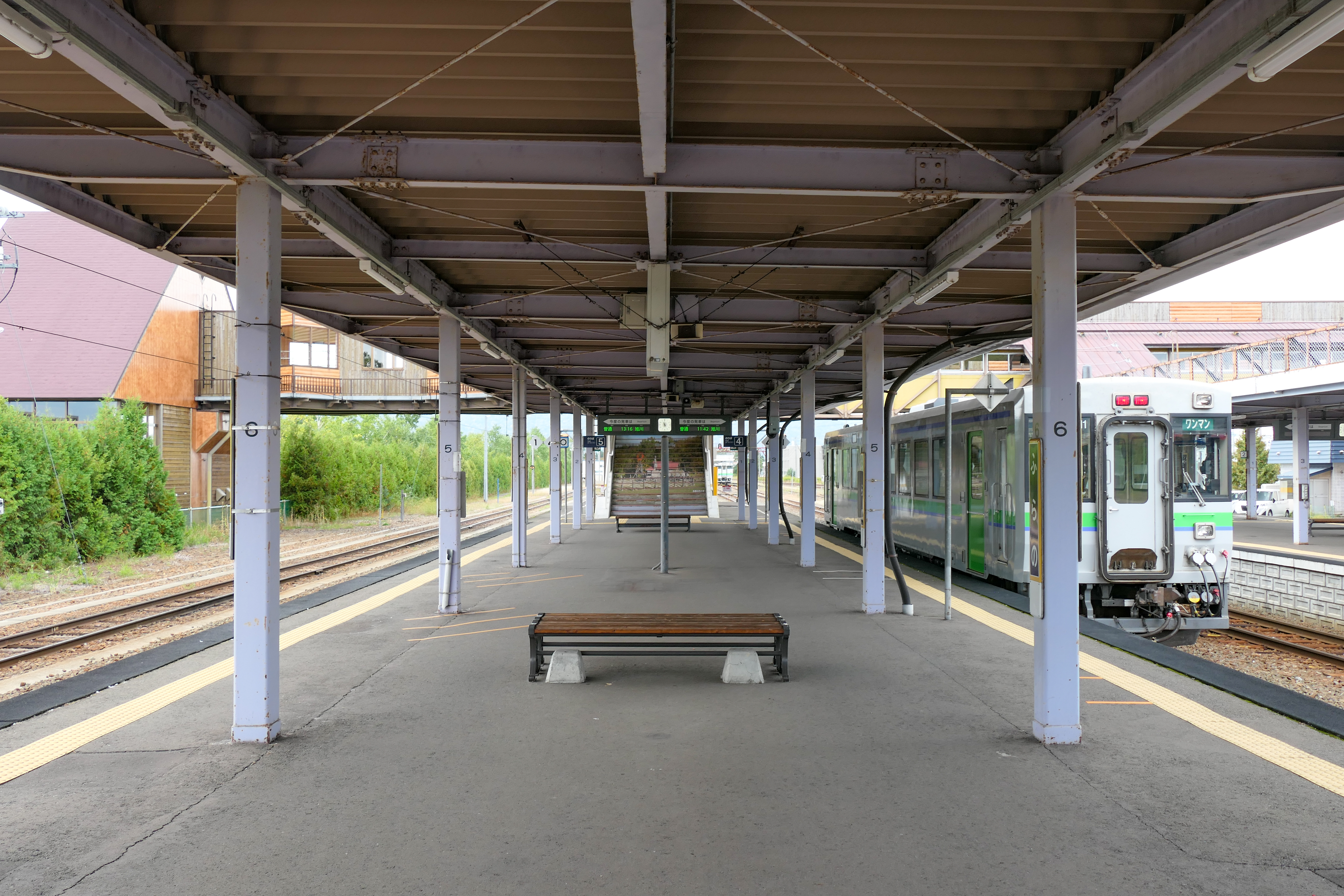
4・5番線ホーム （2021年9月）
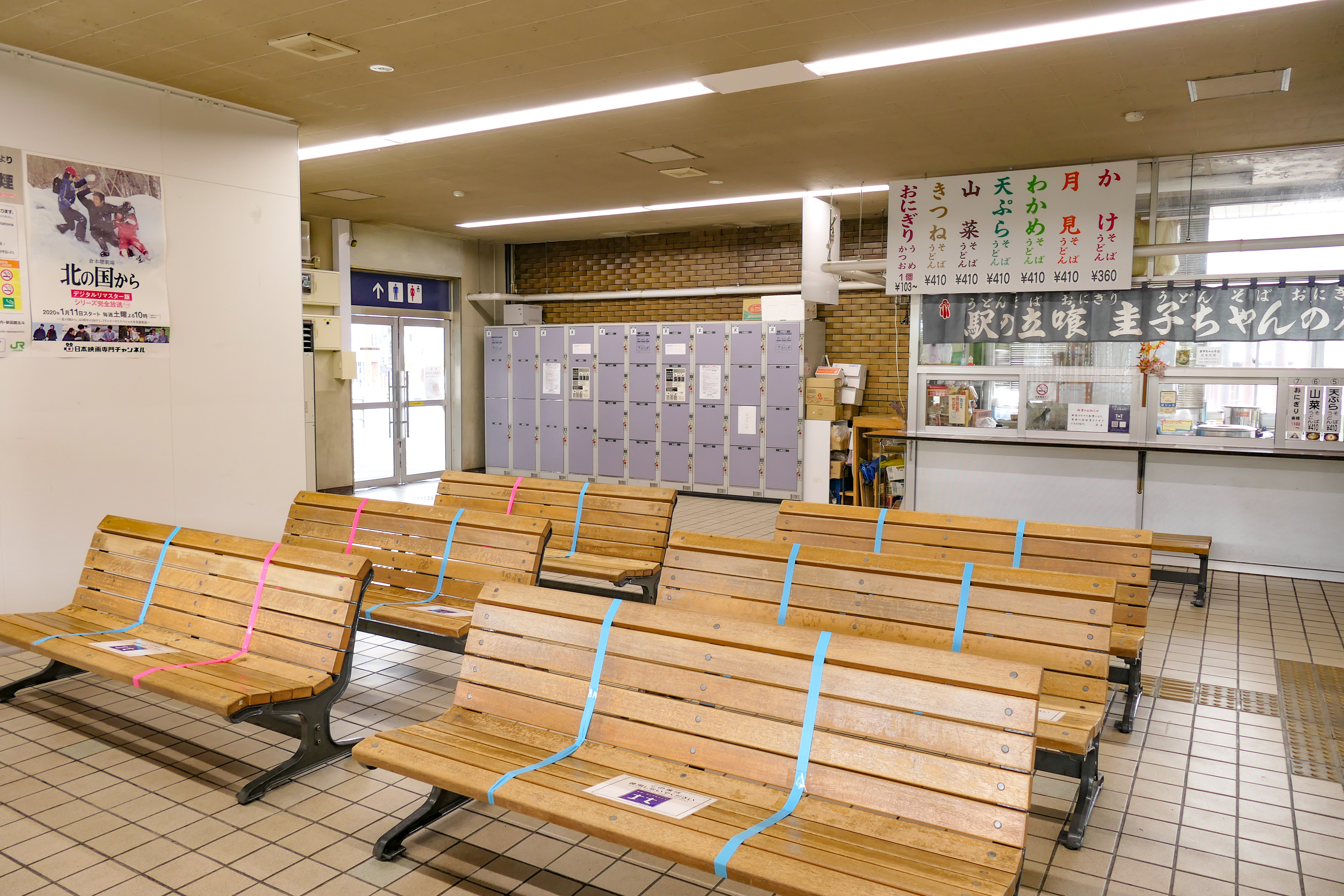
待合室内観（2021年9月）
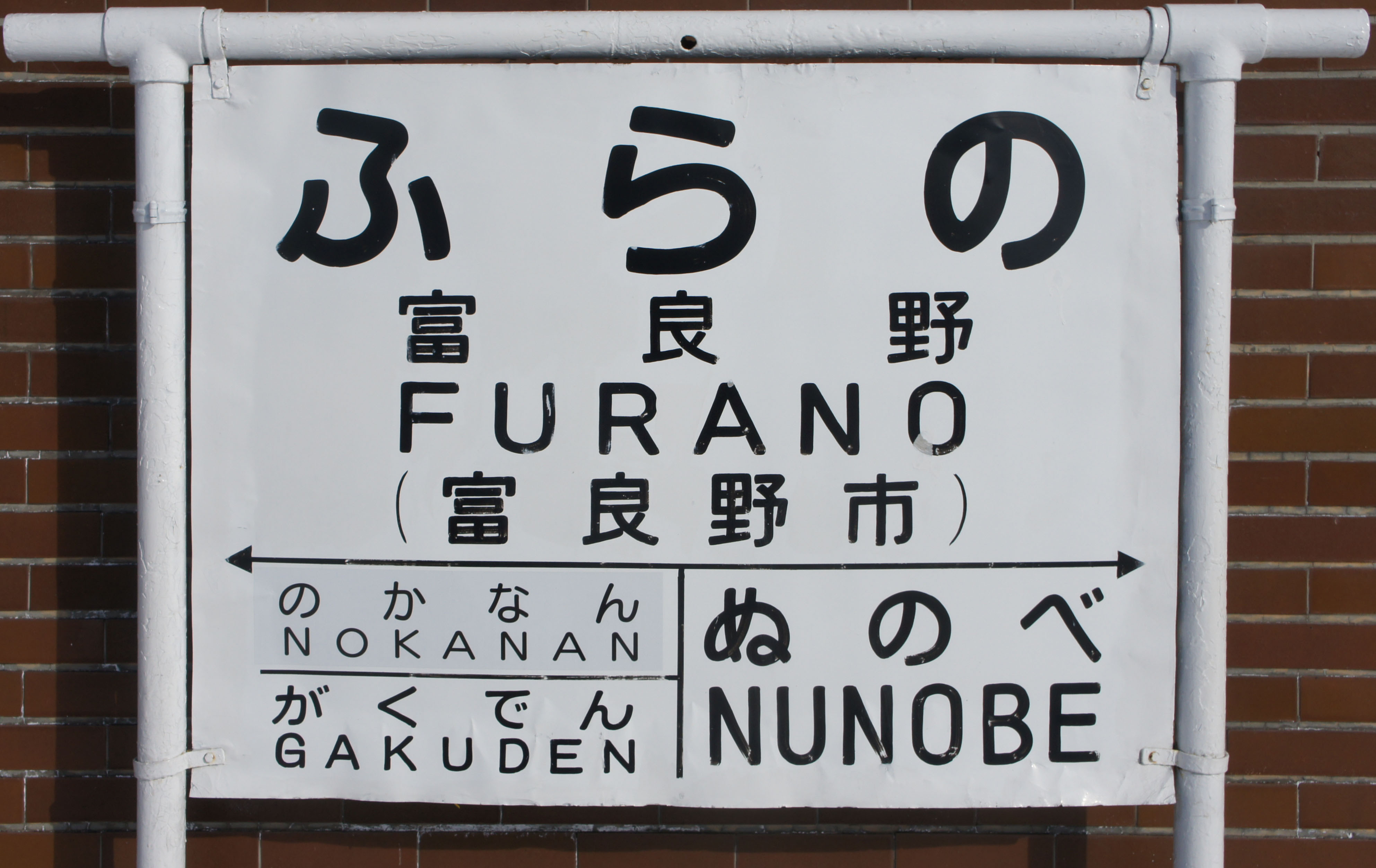
駅舎側に立つ国鉄時代の駅名標（2018年2月）

## 貨物駅
JR貨物の駅は旅客駅西口の北側にある。1面1線のコンテナホームを有しており、ホームの北端は国道237号の築堤に接しているが出入口は無い。自動車出入口は西側一般道面にある。コンテナ貨物の取扱駅で、12フィートコンテナのみを取り扱う。当駅の取扱品はタマネギやジャガイモなどの農産物が多いため、季節によって取扱量が大きく変動する。そのため、年間を通して札幌貨物ターミナル駅まで運行するトラック便が1日3往復あるほか、収穫期の秋・冬季のみに臨時高速貨物列車を1日2往復設定している。

## 利用状況

### 旅客
乗車人員の推移は以下のとおり。年間の値のみ判明している年については、当該年度の日数で除した値を括弧書きで1日平均欄に示す。乗降人員のみが判明している場合は、1/2した値を括弧書きで記した。なお、『富良野市統計書』を出典とするデータは元の値が1,000人単位であるため、1000倍した値を記載する。
また、「JR調査」については、当該の年度を最終年とする過去5年間の各調査日における平均である。
| 年度               | 乗車人員  | 乗車人員 | 乗車人員 | 出典                                       | 備考                                            |
| 年度               | 年間      | 1日平均  | JR調査   | 出典                                       | 備考                                            |
| ------------------ | --------- | -------- | -------- | ------------------------------------------ | ----------------------------------------------- |
| 1968年（昭和43年） | 1,006,266 | 2,756.9  |          | [ 8 ]                                      |                                                 |
| 1973年（昭和48年） | 817,167   | 2,238.8  |          | [ 8 ]                                      |                                                 |
| 1978年（昭和53年） | 705,546   | 1,933.0  |          | [ 8 ]                                      |                                                 |
| 1983年（昭和58年） | 541,767   | 1,480.2  |          | [ 8 ]                                      | 1981年に石勝線開通                              |
| 1988年（昭和63年） | 404,718   | 1,108.8  |          | [ 8 ]                                      |                                                 |
| 2011年（平成23年） | 265,000   | (724.0)  |          | [ 19 ]                                     |                                                 |
| 2012年（平成24年） | 267,000   | (731.5)  |          | [ 19 ]                                     |                                                 |
| 2013年（平成25年） | 254,000   | (695.9)  |          | [ 19 ]                                     |                                                 |
| 2014年（平成26年） | 254,000   | (695.9)  |          | [ 19 ]                                     |                                                 |
| 2015年（平成27年） | 248,000   | (677.6)  |          | [ 19 ]                                     |                                                 |
| 2016年（平成28年） | 245,000   | (671.2)  | 552.8    | [ 20 ] [ JR北 3 ] [ JR北 4 ] [ JR北 5 ]    | 同年度から東鹿越駅 - 新得駅間被災によりバス代行 |
| 2017年（平成29年） | 240,000   | (657.5)  | 542.4    | [ 21 ] [ JR北 6 ] [ JR北 7 ]               |                                                 |
| 2018年（平成30年） | 228,000   | (624.7)  | 529.2    | [ 22 ] [ JR北 8 ] [ JR北 9 ] [ JR北 10 ]   |                                                 |
| 2019年（令和元年） | 218,000   | (595.6)  | 500.4    | [ 23 ] [ JR北 11 ] [ JR北 12 ] [ JR北 13 ] |                                                 |
| 2020年（令和02年） |           |          | 475.6    | [ JR北 14 ]                                |                                                 |
| 2021年（令和03年） |           |          | 461.0    | [ JR北 15 ]                                |                                                 |
| 2022年（令和04年） |           |          | 427.2    | [ JR北 16 ]                                |                                                 |
| 2023年（令和05年） |           |          | 404.8    | [ JR北 17 ]                                | 富良野駅 - 新得駅間営業最終年度                 |

### 貨物
貨物輸送量の推移は以下の通り。
| 年度               | 年間貨物トン数 | 年間貨物トン数 | 出典   | 備考                                       |
| 年度               | 発送           | 到着           | 出典   | 備考                                       |
| ------------------ | -------------- | -------------- | ------ | ------------------------------------------ |
| 1968年（昭和43年） | 154,721        | 95,043         | [ 8 ]  |                                            |
| 1973年（昭和48年） | 102,220        | 40,810         | [ 8 ]  |                                            |
| 1978年（昭和53年） | 69,233         | 26,653         | [ 8 ]  |                                            |
| 1983年（昭和58年） | 58,641         | 13,661         | [ 8 ]  | 1981年に石勝線が開通し、貨物列車本数削減。 |
| 1988年（昭和63年） | 80,215         | 2,415          | [ 8 ]  |                                            |
| 2011年（平成23年） | 64,453         | 6,366          | [ 19 ] |                                            |
| 2012年（平成24年） | 81,655         | 7,435          | [ 19 ] |                                            |
| 2013年（平成25年） | 78,619         | 7,041          | [ 19 ] |                                            |
| 2014年（平成26年） | 82,811         | 6,602          | [ 19 ] |                                            |
| 2015年（平成27年） | 90,310         | 7,001          | [ 19 ] |                                            |
| 2016年（平成28年） | 79,803         | 6,543          | [ 20 ] |                                            |
| 2017年（平成29年） | 86,428         | 7,890          | [ 21 ] |                                            |
| 2018年（平成30年） | 62,691         | 9,249          | [ 22 ] |                                            |
| 2019年（令和元年） | 82,087         | 10,106         | [ 23 ] |                                            |

## 駅周辺
富良野市中心部にある駅であり、富良野文化会館、富良野市役所、北海道富良野保健所、北海道富良野高等学校、富良野広域連合富良野消防署、富良野警察署などへの最寄駅になっている。「コンシェルジュ フラノ」は徒歩約4分、「フラノマルシェ・フラノマルシェ2」は徒歩約7分、富良野税務署は徒歩約10分に位置している。また、駅東側にある北海道社会事業協会富良野病院は東西自由通路「ポッポブリッジ」を利用して徒歩約5分に位置している。
- 富良野警察署駅前交番
- 富良野ナチュラクスホテル
- ふらの農業協同組合（JAふらの）本所
- ラビスタ富良野ヒルズ
- 富良野市中心街活性化センターふらっと
- 北真神社（へそ神社）
- 北海道銀行 富良野支店
- 北洋銀行 富良野支店
- 旭川信用金庫 富良野支店
- 空知商工信用組合富良野支店
- ホテルサンフラトン
- 北海道労働金庫富良野支店
- 富良野郵便局
- 市立富良野図書館

## バス路線
駅前には「富良野駅」バス停留所があり、ふらのバスが市内線や新富良野プリンスホテル・旭川方面への定期路線バス「ラベンダー号」、占冠村役場が占冠方面への村営バス、北海道中央バスが札幌方面への都市間高速バス「高速ふらの号」、道北バス・北海道拓殖バス・十勝バスが共同運行で新得・帯広方面への都市間バス「ノースライナー」を運行している。

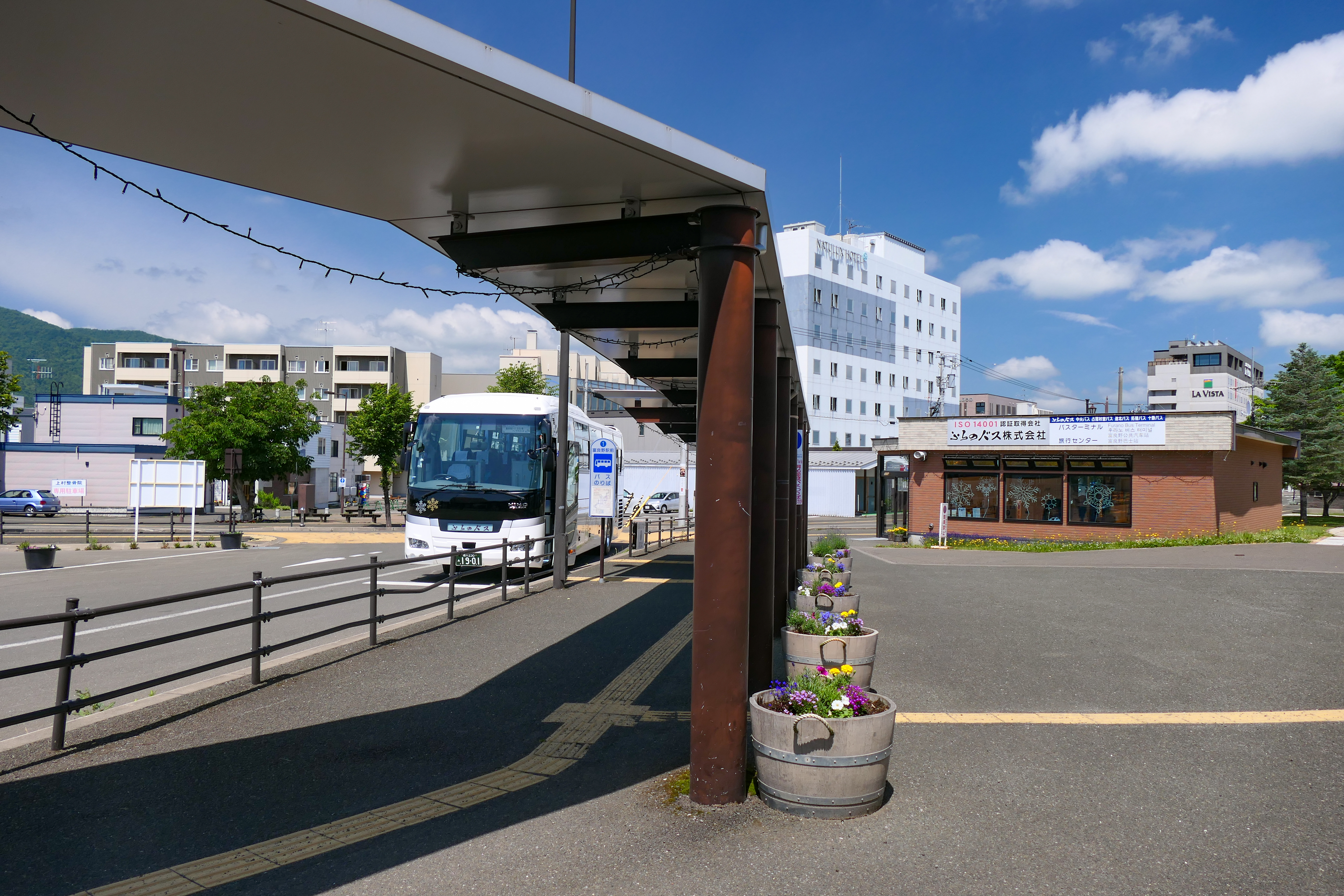
ふらのバス旅行センターとバスのりば（2022年7月）

## 隣の駅
北海道旅客鉄道（JR北海道）
■根室本線
野花南駅 (T28) - *滝里駅 - （島ノ下信号場） - 富良野駅 (T30)
■富良野線
中富良野駅 (F42) - **鹿討駅 (F43) - **学田駅 (F44) - 富良野駅 (T30)
*:打消線は廃駅
**:一部列車は学田駅・鹿討駅を通過する。

### かつて存在した路線
北海道旅客鉄道（JR北海道）
■根室本線（廃止区間）
富良野駅 (T30) - 布部駅 (T31)

### JR北海道
1. ↑  『JR北海道グループ 2021年度決算』（PDF）（プレスリリース）北海道旅客鉄道、2022年4月28日、12頁。オリジナルの2022年4月28日時点におけるアーカイブ。2022年4月30日閲覧。
2. ↑  『根室線（富良野・新得間）の鉄道事業廃止届の提出について』（PDF）（プレスリリース）北海道旅客鉄道、2023年3月31日。オリジナルの2023年3月31日時点におけるアーカイブ。2023年3月31日閲覧。
3. ↑  “根室線（富良野・新得間）” (PDF). 線区データ（当社単独では維持することが困難な線区）.   北海道旅客鉄道 (2017年12月8日). 2017年12月10日時点のオリジナルよりアーカイブ。2017年12月10日閲覧。
4. ↑  “根室線（滝川・富良野間）” (PDF). 線区データ（当社単独では維持することが困難な線区）.   北海道旅客鉄道 (2017年12月8日). 2017年12月9日時点のオリジナルよりアーカイブ。2017年12月10日閲覧。
5. ↑  “富良野線（富良野・旭川間）” (PDF). 線区データ（当社単独では維持することが困難な線区）.   北海道旅客鉄道 (2017年12月8日). 2017年12月9日時点のオリジナルよりアーカイブ。2017年12月10日閲覧。
6. ↑  “根室線（滝川・富良野間）” (PDF). 線区データ（当社単独では維持することが困難な線区）(地域交通を持続的に維持するために).   北海道旅客鉄道. p. 3 (2018年7月2日). 2018年8月18日時点のオリジナルよりアーカイブ。2018年8月18日閲覧。
7. ↑  “根室線（富良野・新得間）” (PDF). 線区データ（当社単独では維持することが困難な線区）(地域交通を持続的に維持するために).   北海道旅客鉄道. p. 3 (2018年7月2日). 2018年8月18日時点のオリジナルよりアーカイブ。2018年8月18日閲覧。
8. ↑  “根室線（富良野・新得間）” (PDF). 線区データ（当社単独では維持することが困難な線区）(地域交通を持続的に維持するために).   北海道旅客鉄道. p. 3 (2019年10月18日). 2019年10月18日時点のオリジナルよりアーカイブ。2019年10月18日閲覧。
9. ↑  “根室線（滝川・富良野間）” (PDF). 線区データ（当社単独では維持することが困難な線区）(地域交通を持続的に維持するために).   北海道旅客鉄道. p. 3 (2019年10月18日). 2019年10月18日時点のオリジナルよりアーカイブ。2019年10月18日閲覧。
10. ↑  “富良野線（富良野・旭川間）” (PDF). 線区データ（当社単独では維持することが困難な線区）(地域交通を持続的に維持するために).   北海道旅客鉄道. p. 3 (2019年10月18日). 2019年10月18日時点のオリジナルよりアーカイブ。2019年10月18日閲覧。
11. ↑  “根室線（滝川・富良野間）” (PDF). 地域交通を持続的に維持するために > 輸送密度200人以上2,000人未満の線区（「黄色」8線区）.   北海道旅客鉄道. p. 3 (2020年10月30日). 2020年11月2日時点のオリジナルよりアーカイブ。2020年11月4日閲覧。
12. ↑  “根室線（富良野・新得間）” (PDF). 地域交通を持続的に維持するために > 輸送密度200人未満の線区（「赤色」「茶色」5線区）.   北海道旅客鉄道. p. 3 (2020年10月30日). 2020年11月2日時点のオリジナルよりアーカイブ。2020年11月4日閲覧。
13. ↑  “富良野線（富良野・旭川間）” (PDF). 地域交通を持続的に維持するために > 輸送密度200人以上2,000人未満の線区（「黄色」8線区）.   北海道旅客鉄道. p. 3 (2020年10月30日). 2020年11月2日時点のオリジナルよりアーカイブ。2020年11月4日閲覧。
14. ↑  “駅別乗車人員 特定日調査（平日）に基づく”.   北海道旅客鉄道. 2022年8月3日時点のオリジナルよりアーカイブ。2022年8月14日閲覧。
15. ↑  “駅別乗車人員 特定日調査（平日）に基づく”.   北海道旅客鉄道. 2022年9月3日時点のオリジナルよりアーカイブ。2022年9月3日閲覧。
16. ↑  “駅別乗車人員 特定日調査（平日）に基づく”.   北海道旅客鉄道. 2023年11月10日時点のオリジナルよりアーカイブ。2023年11月10日閲覧。
17. ↑  “駅別乗車人員  特定日調査（平日）に基づく”.   北海道旅客鉄道 (2024年). 2024年9月9日時点のオリジナルよりアーカイブ。2024年9月9日閲覧。